# Las Vegas (Nevada)
Las Vegas (spanyolul: „A rét”) az amerikai Nevada állam legnépesebb városa, Clark megye székhelye, és egyben a világ egyik legnagyobb szórakoztatási, bevásárlási és szerencsejáték-központja. Mint ahogy beceneve („A világ szórakoztató központja”) is jelzi, a város otthont ad rengeteg kaszinónak, és ehhez kapcsolódó szórakoztatási egységnek. Jelenleg az Amerikai Egyesült Államok 28. legnépesebb városa, mintegy 599 087 becsült lakossal, de elővárosaival együtt a Las Vegas-i agglomerációs körzetnek, amely egész Clark megyét magába foglalja, 1 986 146 lakója van.
1905-ös létrehozását követően 1911-ben lett bejegyezve, így ez a legnépesebb amerikai város, amit a 20. században jegyeztek be. A város mindig is toleráns volt a felnőtt szórakoztatási formák iránt, ezért kapta a „Sin City” (Bűnös Város) megnevezést is, és emiatt ad otthont számos népszerű filmnek és tv-sorozatnak. Az űrből nézve a Las Vegas-i agglomerációs körzet a világ egyik legfényesebb környéke, mert a város mindig ki van világítva.[forrás?]
A Las Vegas megnevezést gyakran használják a város határain kívül eső, de vonzáskörébe tartozó településekre is, ilyen például Paradise, és Winchester települések.

## Fekvése
A város Nevada déli részén, Clark megyében található, egy sivatagos medencében. A környező táj növényzete és állatvilága sivatagi. A várost kiszáradt hegyek veszik körül, ám a  belső részeken sok  mesterséges zöldterület van. Las Vegastól nyugatra a Tavasz-hegység emelkedik. A város tengerszint fölötti magassága átlagosan 620 m.

## Története
A feljegyzések szerint az első európai látogató, aki megtekintette a völgyet, az 1829-ben ide látogató Raphael Rivera volt. A város nevét az Antonio Armijo vezette kereskedelmi karaván tagjaitól kapta, akik az ezen a környéken ritka réti környezett miatt, és a földalatti vízkészletek okán a várost rétnek nevezték el (spanyolul: vegas).
1844-ben több amerikai tudós, felfedező és katona érkezett a környékre, amikor Las Vegas területe még mindig Mexikó része volt. 1855. május 10-én, miután az Amerikai Egyesült Államok birtokába vette a területet, Birgham Young 30 hittérítőt küldött ide  Az Utolsó Napi Szentek Jézus Krisztus Egyháza nevű mormon egyháztól, amit William Bringhurst vezetett, és ők hamar áttérítették a környék őslakos népét a mormon vallásra.
A mai belváros helyén ezután egy erődöt építettek, ami megálló volt a Salt Lake City és San Bernardino közötti, úgynevezett Mormon Folyosónak.
1905. május 15-én alapult meg a város mint vasútvonali építőtelep. Ekkor a település még  Lincoln megye része volt. A mai belvárosban található, Jeanne d’Arcról elnevezett nagy templomot 1910-ben alapították, majd hivatalosan 1911. március 16-án lett bejegyezve Las Vegas mint település.
1931. március 19-én legalizálták a szerencsejátékot az államban, majd 1946. december 26-án Bugsy Siegel nyitotta meg az első híresebb kaszinót, a Flamingo Hotelt Paradise-ban, ami később a Las Vegas Sor nevezetű híres sugárút egyik állomása lett. A város fejlődése a 20. században nagyban volt annak köszönhető, hogy a Hoover-gát építése alatt, illetve a közelben folyó nukleáris tesztelések miatt rengeteg vendég tért be Las Vegasba. Az eddigi legfontosabb befektetés az 1989-ben megnyitott A Délibáb kaszinó-hotel létrehozása volt.
Las Vegas fejlődésében a legfontosabb a szerencsejáték-legalizáció. 2006-ban viszont a világ másik részén, a Kínához tartozó speciális jogokkal rendelkező Makaó tartományban is elkezdtek egy óriási kaszinóvárost építeni, amely lehet, hogy a jövőben meg fogja előzni Las Vegast.

### Éghajlat
A város éghajlata pontosan illeszkedik a környező Mojave-sivatag klímájába, így a városban szinte egész évben süt a nap: 365-ből 293 a napsütéses nap. A nyár Vegasban júniustól szeptemberig tart, és nagyon forró: nappal 32-40 °C, éjszaka 18-26 °C között van a hőmérséklet, nagyon kevés, mintegy 10%-os nedvességgel. A telek nagyon rövidek, általában a hőmérséklet ilyenkor 3-17 °C között mozog, és nagyon ritkán esik 0 °C alá. A hóesés is igen-igen ritka jelenség Las Vegasban, de volt már rá példa. A csapadékmennyiség átlagosan egy évben 114 mm, és ennek nagy része télen esik, de nyáron is van néhány kisebb esőzés.
| Hónap                         | Jan.  | Feb. | Már. | Ápr. | Máj. | Jún. | Júl. | Aug. | Szep. | Okt. | Nov. | Dec.  | Év    |
| ----------------------------- | ----- | ---- | ---- | ---- | ---- | ---- | ---- | ---- | ----- | ---- | ---- | ----- | ----- |
| Rekord max. hőmérséklet (°C)  | 25,0  | 31,0 | 33,0 | 37,0 | 43,0 | 47,0 | 47,0 | 47,0 | 46,0  | 39,0 | 31,0 | 26,0  | 47,0  |
| Átlagos max. hőmérséklet (°C) | 13,9  | 17,2 | 20,8 | 25,6 | 31,0 | 37,2 | 40,1 | 38,8 | 34,3  | 27,1 | 18,9 | 14,1  | 26,6  |
| Átlagos min. hőmérséklet (°C) | 2,7   | 5,2  | 8,3  | 12,2 | 17,2 | 22,4 | 25,7 | 24,8 | 20,4  | 13,6 | 6,7  | 2,6   | 13,5  |
| Rekord min. hőmérséklet (°C)  | −13,0 | −9,0 | −7,0 | −1,0 | 3,0  | 9,0  | 13,0 | 12,0 | 6,0   | −3,0 | −9,0 | −12,0 | −13,0 |
| Átl. csapadékmennyiség (mm)   | 15    | 18   | 15   | 4    | 6    | 2    | 11   | 11   | 8     | 6    | 8    | 10    | 114   |
| Átl. páratartalom (%)         | 45    | 40   | 33   | 25   | 21   | 17   | 21   | 26   | 25    | 29   | 37   | 45    | 30    |
| Havi napsütéses órák száma    | 244   | 248  | 313  | 345  | 387  | 402  | 390  | 368  | 336   | 303  | 246  | 235   | 3817  |
| Forrás: NOAA                  |       |      |      |      |      |      |      |      |       |      |      |       |       |

## Lakosság és demográfia

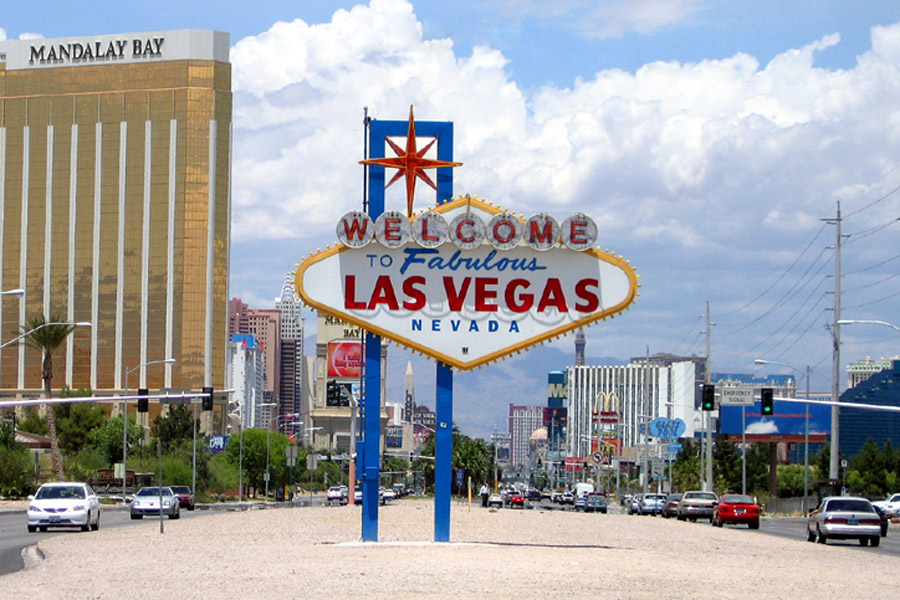
"Üdvözöljük a mesés Las Vegasban!"-felirat a Las Vegas Stripen

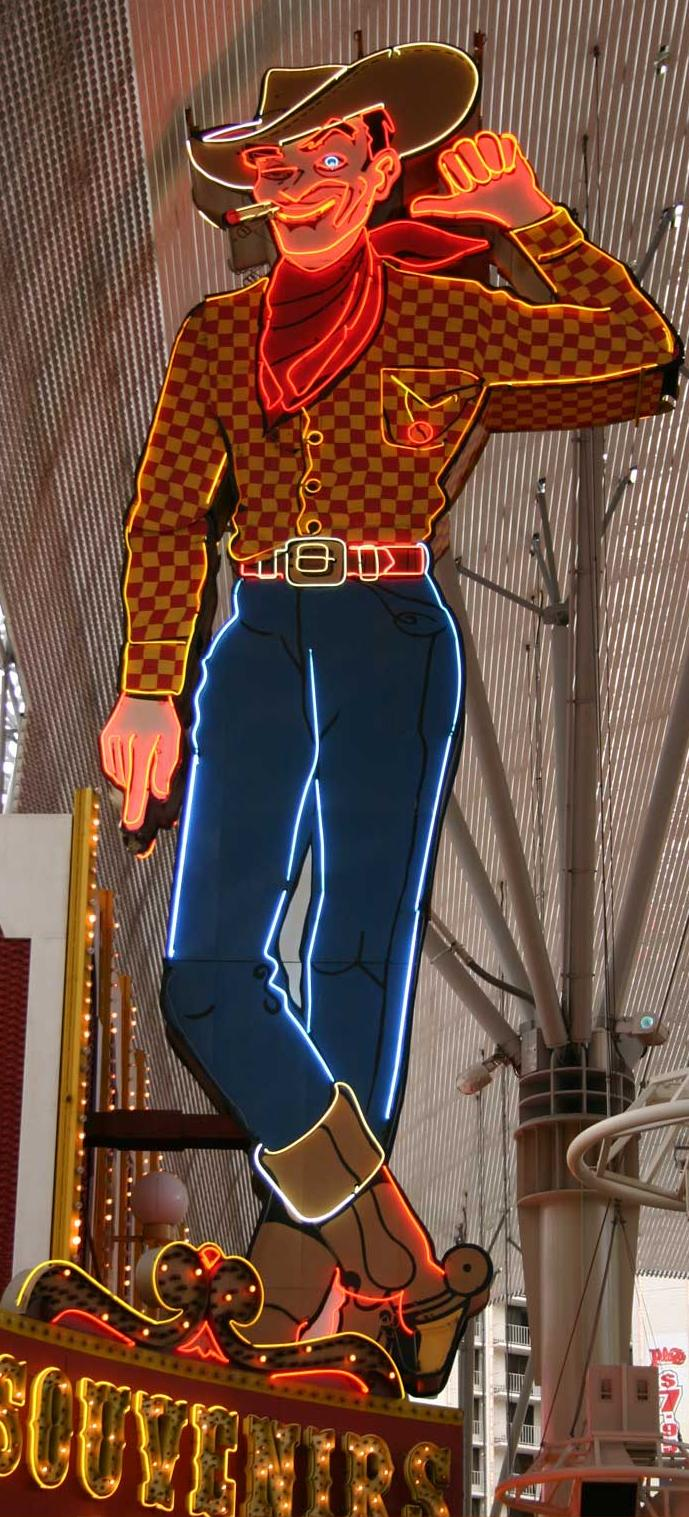
A Fremont Street

A 2007-es hivatalos becslés szerint a Las Vegas-i agglomerációs körzet 1 836 333 embernek ad otthont, és ez a régió az egyik leggyorsabban növekvő az Amerikai Egyesült Államokban. Maga Las Vegas város 2000-ben a 32. legnépesebb város volt az Amerikai Egyesült Államokban, de 2006-ban ugyanezen a listán már a 28. helyet foglalta el.
A 2000-ben tartott népszámlálás szerint a városnak 478 434 lakosa van, 176 750 háztartás létezik, és 117 538 család számára otthon Las Vegas. A népsűrűség igen magas, 1630 fő/km².
A lakosság összetétele a következő volt: 69,86% fehér,  10,36% afroamerikai, 0,75% őslakos, 4,78% ázsiai származású, 0,45%-nak pedig a csendes-óceáni térségben vannak gyökerei. 9,75% egyéb rasszból származó, és 4,05% azok aránya, akik kettő, vagy több rasszból származnak.
A lakosság 23,61% volt latin vagy hispániai származású.
A 176 750 bejegyzett háztartásból 31,9%-ban van 18 év alatti gyerek, 48,3%-ban együtt élő házastársak laktak, 12,2%-ukban egyedülálló nők laktak, 33,5% pedig nem voltak családok.
A lakosság 25,9%-a 18 év alatti, 8,8%-a 18-24 életév között, 32,0%-a 25-44 között, 21,7%-a 45-64 között, végül pedig 11,6%-a 65 éves vagy öregebb volt.
| Lakosok száma | 25   | 800  | 5165 | 8422 | 64 405 | 125 787 | 258 295 | 478 434 | 648 224 | 641 903 |
|               | 1900 | 1910 | 1930 | 1940 | 1960   | 1970    | 1990    | 2000    | 2017    | 2020    |

## Gazdaság
A város legfőbb bevételei a turizmus, a szerencsejátékok és az üzleti találkozások. Emiatt nagyon fontos a városban az élelmiszer- és a vendéglátó-ipar.
Las Vegas a székhelye a világ 500 legnagyobb bevételű vállalatából kettőnek, a Harrah Szórakoztatás-nak és az MGM Mirage-nak. Las Vegas az otthona emellett rengeteg telekommunikációs és elektronikus vállalatnak is.

## Közlekedés

### Vasút
Korábban az Amtrak üzemeltetett távolsági vasúti járatot a városba Desert Wind néven, de ez 1996-ban megszűnt. Jelenleg építés alatt áll egy nagysebességű vasútvonal Los Angeles és Las Vegas között, melynek várható megnyitása 2028.

## Kultúra

### Televízió és film
Las Vegasban játszódó filmek és sorozatok:
- Viva Las Vegas (1964)
- Túl a csúcson (1987)
- Tisztességtelen ajánlat (1993)
- Casino (1995)
- Las Vegas, végállomás (1995)
- Vegasi vakáció (1997)
- Félelem és reszketés Las Vegasban (1998)
- Ocean’s Eleven – Tripla vagy semmi (2001)
- Csúcsformában 2. (részben)
- Beépített szépség 2. – Csábítunk és védünk (2005)
- Míg a jackpot el nem választ (2008) (részben)
- 21 – Las Vegas ostroma (2008)
- Másnaposok (2009)
- Last Vegas (2013)
- Step up  All in (5. rész) (2014)
- A halottak hadserege (2021)

Las Vegasban játszódó sorozatok:
- Las Vegas
- CSI: A helyszínelők

## Látnivalók

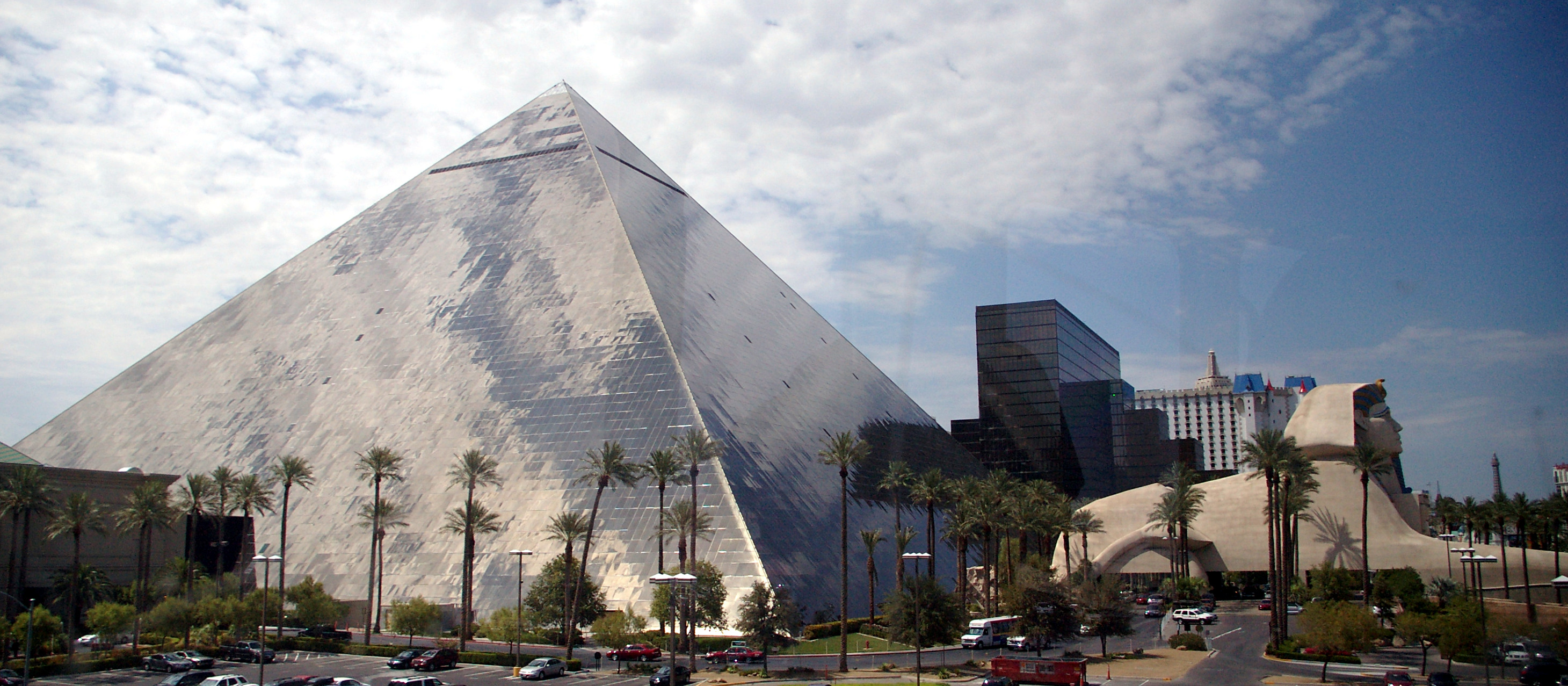
A Luxor kaszinó épülete

Las Vegas legfontosabb látnivalói a kaszinók. Ezeknek nagy része a híres Las Vegas Sugárúton van. Ezen kaszinó-hotelek nagy része masszív épület, rengeteg vendégszobával és óriási kaszinótermekkel. A kaszinók közül a legnagyobbak:
- MGM Grand
- The Mirage
- Bellagio
- Paris
- New York-New York
- Caesars Palace
- Excalibur
- Venetian
- Tropicana
- Palms
- Four Queens
- Luxor

## A városban születtek
- Thomas Ian Nicholas
- Andre Agassi
- Matthew Gray Gubler
- Brandon Flowers
- Adam Hicks
- Dan Reynolds

## Testvérvárosok
- Anszan, Dél-Korea
- Huludao, Kína
- Pernik, Bulgária
- Phuket, Thaiföld
- Angeles City, Fülöp-szigetek
- Pamukkale, Törökország
- Tagaytay, Fülöp-szigetek